# 나카노시마 미쓰이 빌딩
나카노시마 미쓰이 빌딩(일본어: 中之島三井ビルディング, 영어: Nakanoshima Mitsui Building)는 오사카부 오사카시 기타구 나카노시마에 있는 일본의 마천루이다. 높이는 140.15m이다.

## 사진

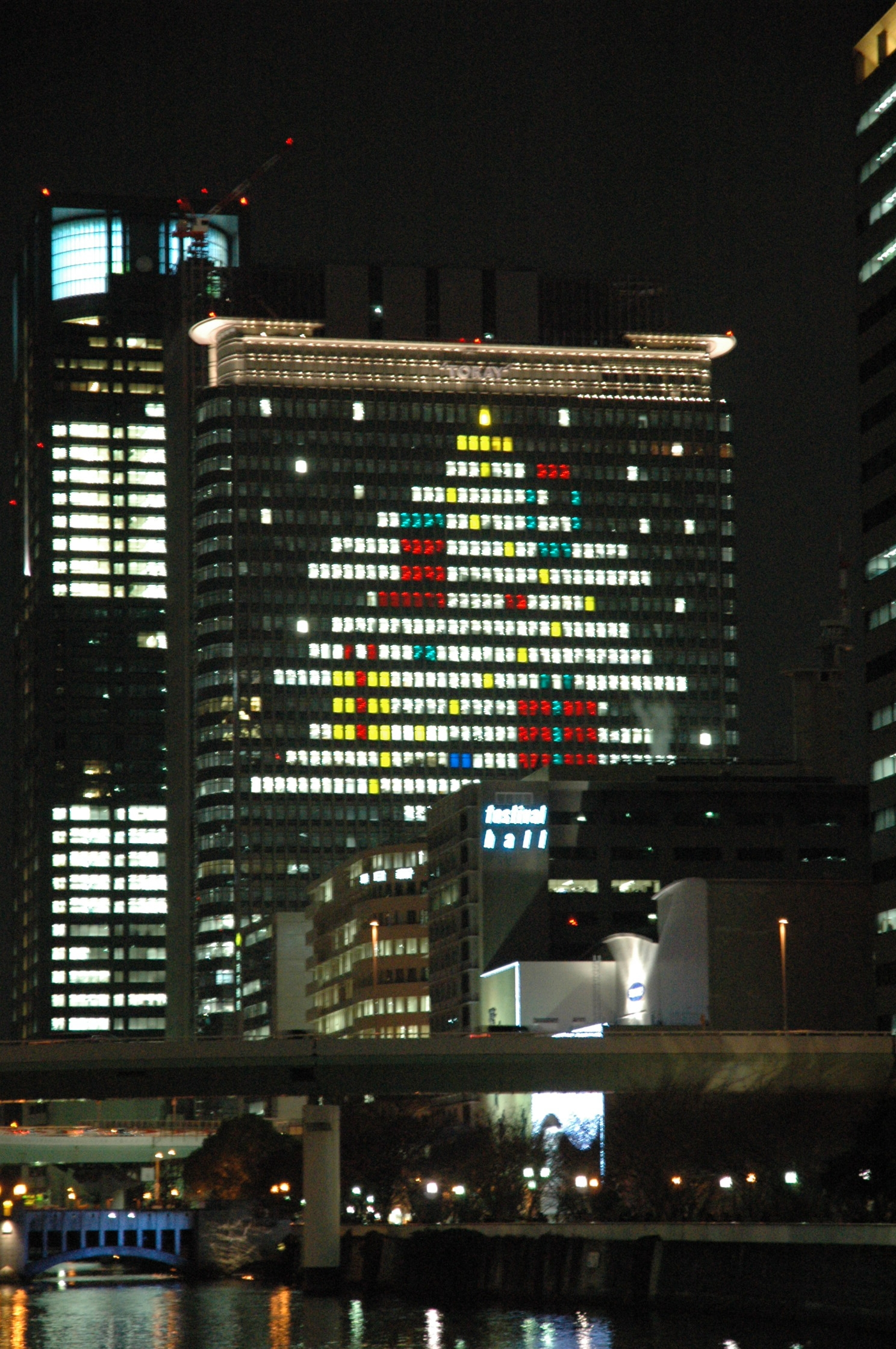
2008년 크리스마스 이브 (요도야바시에서 바라본 모습)
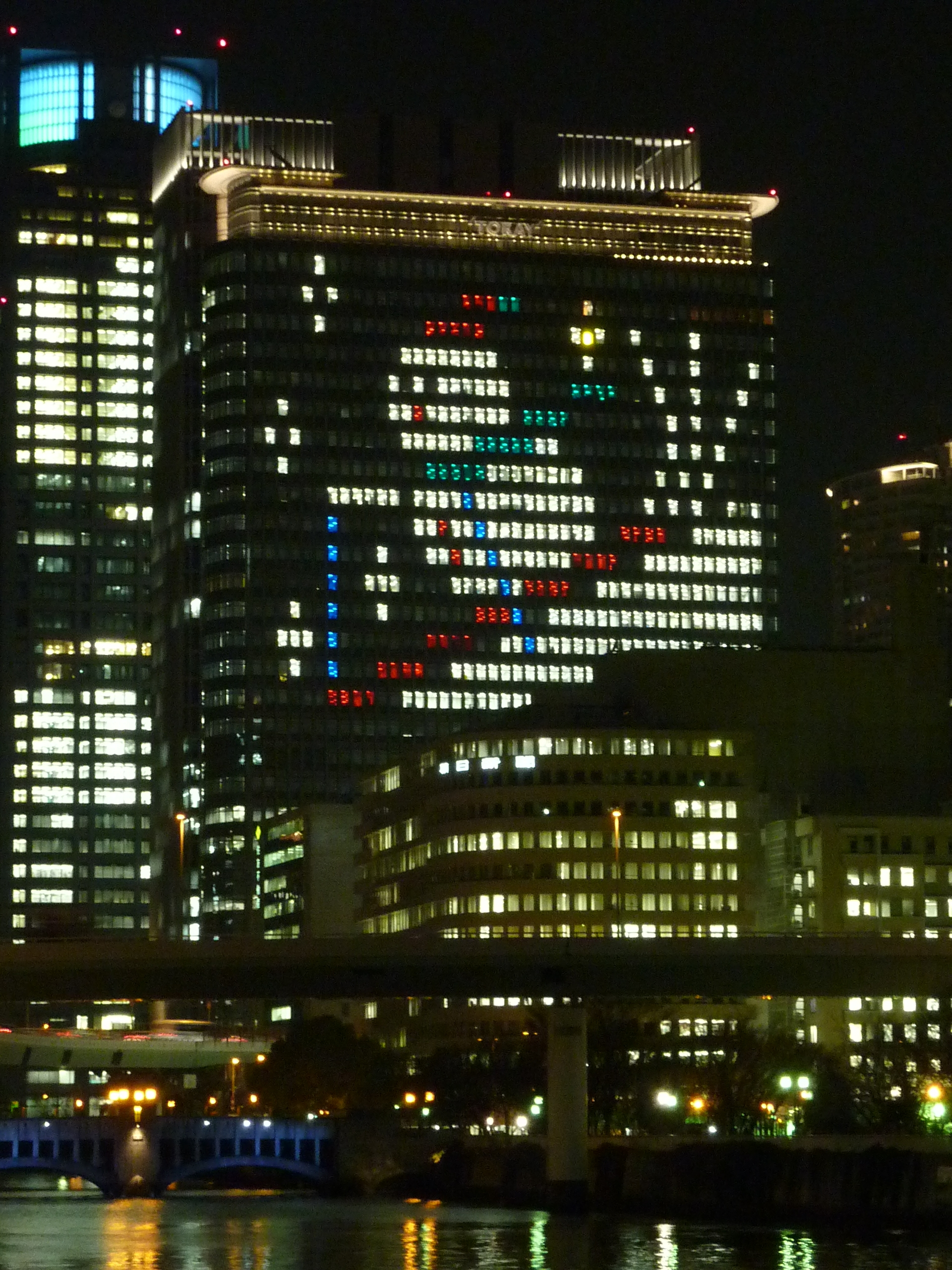
2009년 크리스마스 이브 (요도야바시에서 바라본 모습)
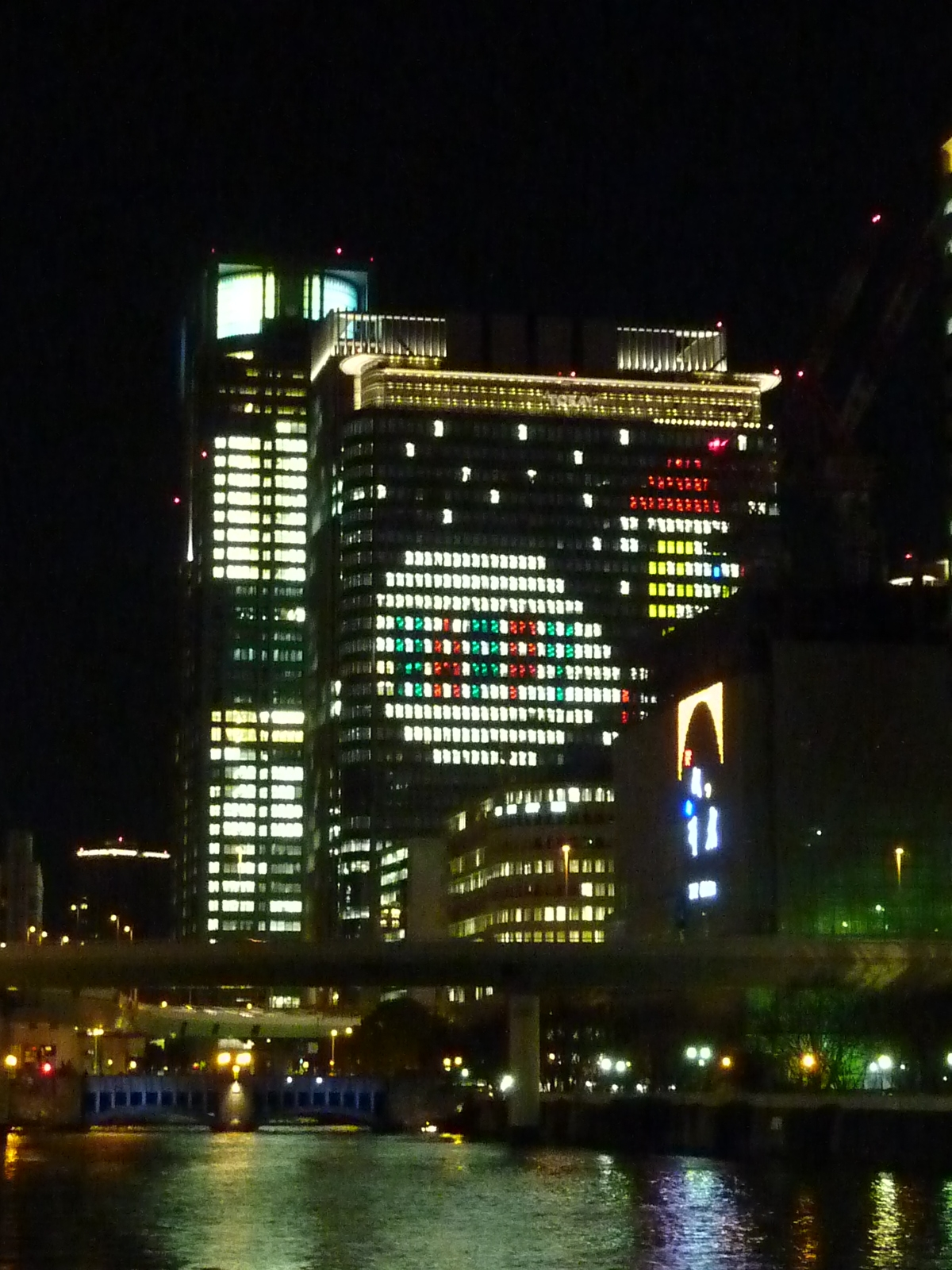
2010년 크리스마스 이브 (요도야바시에서 바라본 모습)
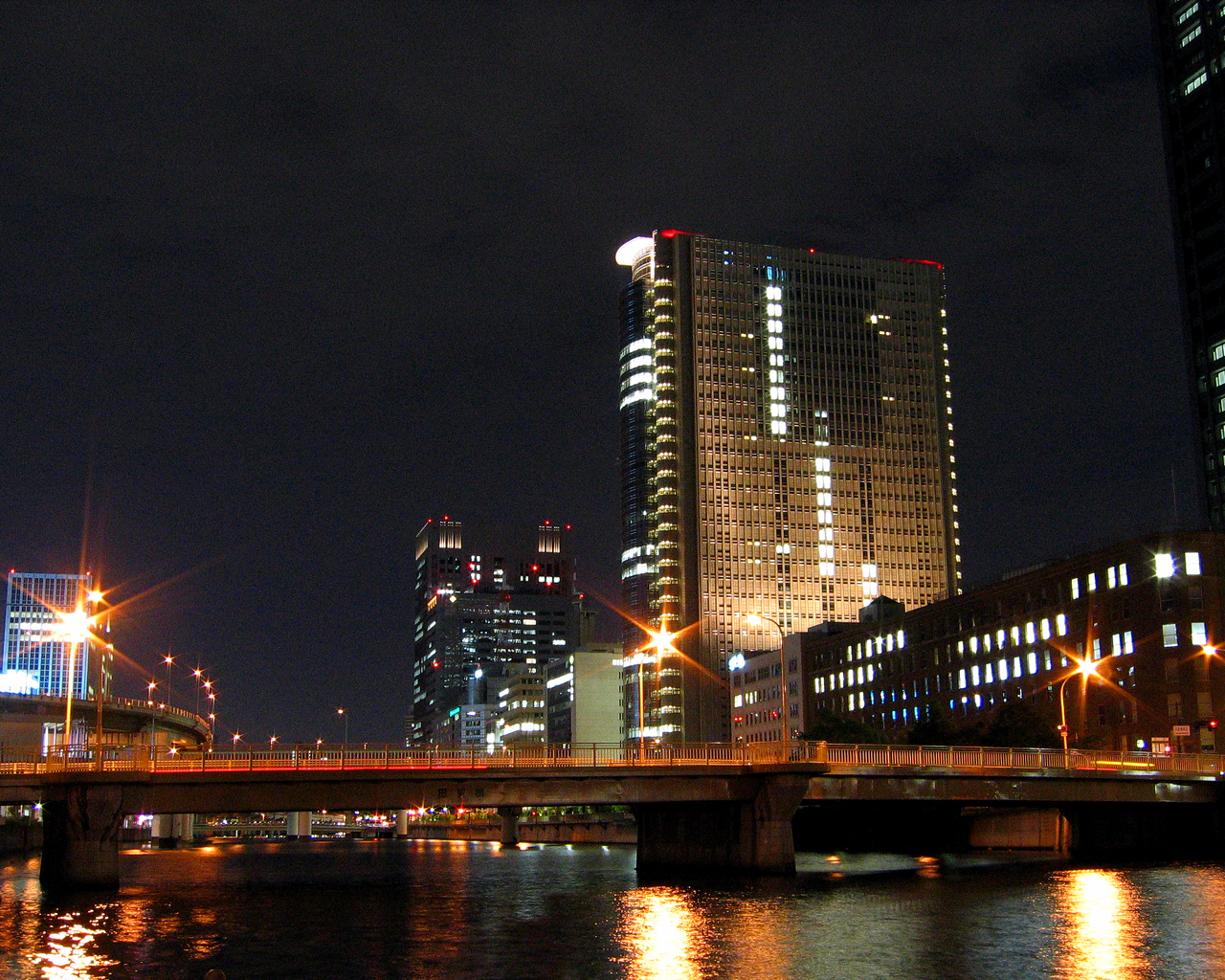
나카노시마 미쓰이 빌딩과 다미노바시의 야경
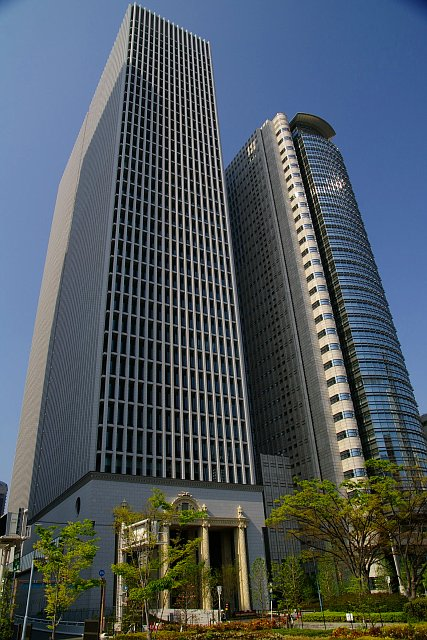
나카노시마 다이빌과 나란히 있는 모습

## 교통 정보
- 오사카 시영 지하철 미도스지 선·게이한 본선 : 요도야바시 역
- 오사카 시영 지하철 요쓰바시 선 : 히고바시 역
- 게이한 나카노시마 선 : 와타나베바시 역